# Didymodon planifolius
Didymodon planifolius là một loài rêu trong họ Pottiaceae. Loài này được P. de la Varde & Thér. mô tả khoa học đầu tiên năm 1944.